# Mnestia
Mnestia is een geslacht van weekdieren uit de klasse van de Gastropoda (slakken).

## Soorten
- Mnestia colorata (Iredale, 1936)
- Mnestia girardi (Audouin, 1826)
- Mnestia marmorata (A. Adams, 1850)
- Mnestia villica (Gould, 1859)